# Gigia filamentosa
Gigia filamentosa är en fjärilsart som beskrevs av Felder 1874. Gigia filamentosa ingår i släktet Gigia och familjen nattflyn. Inga underarter finns listade i Catalogue of Life.